# Herpestes pulverulentus
Herpestes pulverulentus is een zoogdier uit de familie van de mangoesten (Herpestidae). De wetenschappelijke naam van de soort werd voor het eerst geldig gepubliceerd door Wagner in 1839.

## Voorkomen
De soort komt voor in Lesotho, Namibië en Zuid-Afrika.